# Echinocamptus jeanneli
Echinocamptus jeanneli är en kräftdjursart som beskrevs av Claude Chappuis 1936. Echinocamptus jeanneli ingår i släktet Echinocamptus och familjen Canthocamptidae. Inga underarter finns listade i Catalogue of Life.